# Itame subalbaria
Itame subalbaria är en fjärilsart som beskrevs av George Duryea Hulst 1896. Itame subalbaria ingår i släktet Itame och familjen mätare. Inga underarter finns listade i Catalogue of Life.